# Попков, Михаил Викторович
Михаи́л Ви́кторович Попко́в (род. 7 марта 1964, Норильск, Красноярский край, РСФСР, СССР), известный как «Анга́рский манья́к» — российский серийный убийца и насильник. Согласно приговорам суда, в период с 1992 по 2011 год совершил не менее 86 убийств в Иркутской области, главным образом в Ангарске и его окрестностях: жертвами стали 85 женщин и милиционер. Михаил Попков был младшим лейтенантом МВД РФ и до увольнения в 1998 году из милиции совершил некоторые преступления в форменной одежде милиционера и на служебном автомобиле. Маньяк был арестован после возобновления уголовного дела и сопоставления в марте 2012 года его генотипа с результатами молекулярно-генетической экспертизы останков жертв, проведённой ещё в 2003 году. Дважды приговорён к пожизненному лишению свободы.

## Биография

### Карьера
Михаил Попков родился 7 марта 1964 года в городе Норильске Красноярского края. В школьные годы увлекался лыжами. В 1990-х годах работал оперативным дежурным в отделении милиции № 1 города Ангарска Иркутской области. За доброжелательность коллеги называли его «Миша-Улыбка» или «Миша-Гуинплен». Уволился в 1998 году, как только получил звание младшего лейтенанта милиции, чем вызвал сильное недоумение коллег. Был женат. Как коллегами с профессиональной точки зрения, так и просто знакомыми характеризовался положительно. После увольнения из органов работал в частном охранном предприятии, где, в свою очередь, характеризовался сотрудниками негативно и откуда уволился в 2011 году. Подрабатывал извозом и рытьём могил.

### Убийства
С ноября 1994 по 2000 годы в Ангарске было совершено 29 жестоких убийств молодых женщин, которые, ввиду схожести в преступном почерке и типаже жертвы, следователи объединили в одну серию.
По мнению медэкспертов, преступник использовал различные орудия убийства: топор, нож, шило, отвёртку, удавку, в отдельных эпизодах пуская в ход несколько разных орудий подряд. Например, одной из жертв он нанёс множественные удары по голове металлическим предметом, 8 колотых ран отвёрткой, а также колото-резаные раны лица и шеи. В девяти случаях смерть жертвы наступала от множественных ударов топора.
Возраст большинства жертв на момент убийства составлял от 15 до 28 лет, ещё четырём было от 35 до 40 лет. Все женщины были среднего роста (155—170 см) и склонны к полноте. Все, кроме одной, в момент убийства находились в состоянии алкогольного опьянения средней или сильной степени и перед смертью подверглись изнасилованию. Единственная жертва, которая в момент нападения была трезва, изнасилована не была. Преступник задушил её шарфом и нанёс удары ножом по уже мёртвому телу. Одну из жертв Попков сжёг после убийства, у другой вырезал сердце.
Убийца оставлял жертв в окрестностях Ангарска, в лесах, прилегающих к просёлочным дорогам, отходящим от крупных автострад (Сибирский тракт, объездное шоссе Красноярск — Иркутск). 26 женщин в момент обнаружения были мертвы, ещё три — смертельно ранены и скончались в больнице.

### Расследование
Схожесть типажа жертвы и поведения потерпевших в момент убийства привела следствие к выводу, что убийства совершаются одним лицом. В 1998 году в Ангарске появился слух об орудующем в городе маньяке, и в декабре того же года была сформирована следственно-оперативная группа, состоявшая из работников прокуратуры, УВД и РУБОП. На счёт убийцы тогда относили 24 жертвы.
За последующие полтора года следствие по делам нераскрытых убийств нисколько не продвинулось, и в июне 2000 года была создана новая следственно-оперативная группа при участии старшего помощника Восточно-Сибирского транспортного прокурора по надзору за исполнением Закона РФ «Об оперативно-розыскной деятельности» и расследованием дел особой важности Николая Китаева, известного по делу серийного убийцы Василия Кулика. Китаев, проанализировав 15 дел о нераскрытых убийствах в Ангарске, сделал заключение, что следственные мероприятия по этим делам проводились некачественно.
В частности, 28 января 1998 года в снегу в микрорайоне Байкальск в Ангарске в бессознательном состоянии из-за тяжёлых травм головы была обнаружена обнажённая девушка. Несовершеннолетняя потерпевшая подверглась изнасилованию. Лишь спустя почти полгода, после многочисленных жалоб матери потерпевшей, по факту нападения удалось возбудить уголовное дело. В июне от жертвы получили описание преступника. Как выяснилось, вечером 27 января водитель милицейской машины, одетый в служебную форму, предложил шедшей домой девушке подвезти её. Девушка согласилась. Насильник завёз её в лес, где, заставив раздеться, избил головой об дерево до потери сознания. Очнулась девушка уже в больнице. На следствии потерпевшая опознала старшего сержанта Ангарского УВД. Дело, тем не менее, осталось нераскрытым. По этому эпизоду Китаев в своём заключении указал на отсутствие судебно-медицинской экспертизы потерпевшей и формальность проверки алиби сержанта, который вёл распутный образ жизни и заразил сожительницу сифилисом.
В марте 2001 года следователь Николай Китаев был уволен из органов в связи с расформированием региональных транспортных прокуратур.

### Арест, следствие и суд
В 2012 году ранее закрытое, якобы безнадёжное уголовное дело было возобновлено СК РФ. Уже в марте 2012 года результаты молекулярно-генетической экспертизы следов изнасилования 2003 года позволили определить виновного, которым оказался участвовавший в прежнем расследовании Михаил Попков. 23 июня того же года Попкова, когда тот пытался перегнать из Владивостока только что купленную машину, арестовали по подозрению в изнасиловании и убийстве трёх женщин, совершённых в марте, июне и декабре 1997 года. Подозреваемый сдался без сопротивления и уже в отделе ОВД дал признательные показания по десяткам убийств. Он также признался, что прекратил убивать из-за импотенции, которую получил вследствие запущенного венерического заболевания.
В августе 2012 года в одиозном СМИ «Life» появились сведения, что подследственный попытался повеситься в камере СИЗО. Вскоре эти сведения были опровергнуты сотрудниками ФСИН.
31 октября 2013 года Попкову было предъявлено обвинение в 22 убийствах и 2 покушениях на убийство, совершённых в Ангарске и его окрестностях в 1994—2000 годах. В мае 2014 года дело было передано в суд. Материалы уголовного дела составили 195 томов. По делу было проведено более 300 судебно-медицинских, криминалистических экспертиз, свыше 2,5 тысяч генетических исследований, допрошено свыше двух тысяч свидетелей. 14 января 2015 года Иркутский областной суд приговорил Михаила Попкова к пожизненному лишению свободы в колонии особого режима. По состоянию на 11 декабря 2018 года он отбывал наказание в исправительной колонии особого режима «Чёрный дельфин» в Соль-Илецке Оренбургской области.

### Дальнейшие признания
После вынесения приговора Попков признался ещё в 59 убийствах. 27 марта 2017 года СУ СК РФ по Иркутской области предъявило Попкову окончательное обвинение в совершении ещё 60 преступлений — 59 убийствах и 1 покушении. В ходе расследования второго дела было выявлено, что у подозреваемого не обнаружено психических отклонений. 10 декабря 2018 года Иркутский областной суд признал Попкова виновным и приговорил к пожизненному лишению свободы. Суд также удовлетворил два иска от потерпевших о возмещении морального вреда, общая сумма — 1,9 миллиона рублей. Кроме того, Попкова лишили звания младшего лейтенанта милиции. Это лишило его пенсии, которую он получал всё это время. Её размер составлял 10,5 тысяч рублей. Попков обжаловал это решение, апелляция была подана в Верховный суд 20 декабря. Попков собирался обжаловать не только лишение его звания младшего лейтенанта, но и обвинительный приговор по нескольким первым убийствам из-за истечения срока давности.
В 2020 году Михаил Попков был этапирован в колонию «Торбеевский централ» в Мордовии. В этом же году он признался в двух новых убийствах. Приговором Иркутского областного суда от 4 июня 2021 года он был осуждён на 9 лет лишения свободы, а с учётом ранее вынесенных приговоров — к пожизненному лишению свободы.
В январе 2023 года СМИ сообщили, что Попков сознался еще в двух убийствах женщин в Иркутской области в конце 1990-х годов, написав явки с повинной. Следователи начали проверку. Попков заявил, что он мечтает оказаться на фронте войны с Украиной, но не желает сидеть в холодной траншее, поэтому «надо подождать январь-февраль, а потом уже пойти воевать, когда потеплеет».
В июле 2023 года было завершено расследование по трём новым эпизодам убийств (включая те два, в которых Попков признался в январе), приговором Ленинского районного суда Иркутска от 22 ноября 2023 года был осуждён ещё на 10 лет лишения свободы, это был уже четвёртый приговор Попкову.
Жертвами Попкова, согласно четырём приговорам, стали 86 человек, в том числе коллега-милиционер, убитый в 1999 году.
После четвёртого приговора Попкова решили проверить на причастность ещё к 50 убийствам, совершённым на территории Дальневосточного федерального округа — от Владивостока до Улан-Удэ.
По опубликованной информации ТАСС в апреле 2025 года Попков признался ещё в одном убийстве, совершённом в мае 2011 года, жертвой которой была женщина. Предварительное следствие по этому факту было, виновные не были найдены. В социальных сетях и в СМИ опубликовано видео следственного эксперимента с Попковым путем воспроизведения действия.

## В массовой культуре
- Честный детектив — «Пуговица как улика» (06.12.2014, съёмка — декабрь 2013)
- «Пусть говорят» — «Левиафан» (выпуск от 27.01.2015)
- ЧП. Обзор за неделю — «Исповедь маньяка» (08.02.2015)
- Центральное телевидение, выпуск от 21.01.2017
- Прямой эфир — «Сослуживцы и мать ангарского душегуба Попкова: как распознать маньяка» (эфир от 27.01.2017)
- Интервью газете «КП» (27.03.2017)
- Говорим и показываем — «Ужаснее Чикатило» (03.04.2017)
- Линия защиты — «Поймать маньяка» (ТВЦ, 22.07.2017)
- «Расследование Эдуарда Петрова» — «Ангарский маньяк» (27.10.2017, съёмка — июль 2017)
- «Андрей Малахов. Прямой эфир» — «В Битцевском парке снова опасно» (эфир от 17.11.2017)
- Интервью газете «КП» (15.12.2017)
- По следу оборотня (01.02.2018)
- Это реальная история — «Дело ангарского маньяка», 6 выпуск (ТВ-3, 27.12.2018)
- Линия защиты — «Маньяк в погонах» (ТВЦ, 20.02.2019)
- Вне закона — «Ангарский потрошитель» (2019)
- Журналистское расследование канала «Редакция» «Самый страшный убийца в России: почему его не хотели ловить?» Архивная копия от 11 декабря 2021 на Wayback Machine (06.10.2020)
- Второй сезон подкаста «Трасса 161. Объездная дорога» издания «Холод»
- 6 выпуск 21 сезона «Битвы экстрасенсов»
- По мотивам дела ангарского маньяка сняты телесериалы (2019 год)
- Kuji Podcast 81 «Саша Сулим: маньяк из Ангарска» Архивная копия от 11 декабря 2021 на Wayback Machine (06.12.2020)
- Документальный фильм «Тень Чикатило» из цикла «По следу монстра» (29.05.2021)
- «Расследование Эдуарда Петрова» — «Ангарский маньяк. Выжившие» (17.12.2022)
- Сулим С. Безлюдное место: Как ловят маньяков в России. — Альпина Паблишер, 2022.— 264 с. — ISBN 978-5-9614-4041-6[31]

### Художественные телесериалы
- «Тень за спиной» (2019)
- «Хороший человек», детективный сериал по мотивам истории Попкова (2020)[32].
- «Тень Чикатило», детективный сериал по мотивам дела Попкова (2024).